# Forrest (Ausztráliai fővárosi terület)
Forrest az ausztrál főváros, Canberra egyik kerülete, melyet Sir John Forrest felfedező után neveztek el. Forrest utcáit felfedezőkről és kormányzókról nevezték el.
Forrest városrész az egyike az ausztrál főváros azon kerületeinek, melyeket még Canberra eredeti tervei alapján építettek fel. Úthálózatában számos körkörös és geometriai mintázat lelhető fel, amely miatt eléggé zavaró lehet az itteni közlekedés az erre tévedő autósoknak. Forrestet régebben Blandfordiának hívták, de később átnevezték jelenlegi nevére. A városrész 1928-ban olvadt bele a fővárosba. Dél-Blanfordia ugyanebben az időpontban az újonnan létrehozott Griffith városrész részévé vált.
Forrest eredeti lakói idősebb közszolgák voltak, akik Melbourneből költöztek ide.

## Népesség
A 2006-os népszámlálás adatai alapján Forrest városrész lakossága 1191 fő volt.

## Oktatás
A Forrest Primary School általános iskola a Hobart Avenue-n található. Az iskolában a tanulók piros-sárga egyenöltözetet viselnek. Az iskola 2008. április 4-én ünnepelte fennállásának 50. évfordulóját.

## A városrész előnyei
A Manuka bevásárlóközpont a városrészben található. Ezen kívül még egy állami általános iskola is működik a kerületben.

## Fordítás
Ez a szócikk részben vagy egészben  a   Forrest, Australian Capital Territory című angol Wikipédia-szócikk ezen változatának fordításán alapul.  Az eredeti cikk szerkesztőit annak laptörténete sorolja fel. Ez a jelzés csupán a megfogalmazás eredetét és a szerzői jogokat jelzi, nem szolgál a cikkben szereplő információk forrásmegjelöléseként.